# توغبا كابلان
تعد توغبا كابلان صحفية تركية. كما أنها تعقد مقابلات على جدول الأعمال مع أسماء مشهورة في مجال السياسة، والثقافة والعلاقات الدولية والإعلام وذلك في جريدة الوقت. و علاوة على ذلك فإنها تعد ملفات تتناول قضايا جدول الأعمال بطرق مختلفة.

## حياتها التعليمية
أنهت توغبا كابلان تعليمها الجامعي بقسم الثقافة والأدب الأمريكي بجامعة الفاتح. كما أنها أجرت الماجستير بقسم علم الإجتماع بجامعة إسطنبول.

## حياتها الخاصة
بدأت توغبا كابلان وظيفتها بقسم الأخبار بصحيفة الوقت. ثم واصلت عملها بقسم الأخبار الأجنبية. وكتبت توغبا كابلان أيضاً عدة مقالات في قسم الثقافة، وعلم الإجتماع والإعلام بمجلة الربيع الجديد. وتواصل توغبا كابلان مقابلاتها الصحفية حيث أنها تبُث كل يوم أحد في صحيفة الوقت وصحيفة تودايز زمان. وكانت الإنتقادات الموجهة من سحر ديلوان لحزب السلام و الديمقراطية على جدول الأعمال في مقابلاتها الصحفية. وبناءً على التهديدات الموجهة لسحر ديلوان فقد أنكرت كل كلماتها هذه. إلا أن عقب ذلك قد نشرت الجريدة تسجيل صوتي لهذه المقابلة الصحفية. وخلال مقابلتها مع شولي يوكسل شينلر مؤلفة رواية «شارع السلام»، إتضح من مؤلفة الرواية إنها إستهلتها سراً وذلك لجذب المسلسل التلفزيوني «شارع السلام» والذي حاز على شعبية كبيرة بقناة أيه تي في. كما أنها كتبت مقالات ترانيم ونقد لكتب في جريدة وقت الكتاب.

## وصلات خارجية
•	الصفحة الشخصية لتوغبا كابلان
•	حساب تويتر توغبا كابلان
•	مقالاتها بجريدة الوقت
•	مقالاتها بمجلة الربيع الجديد
•	مقالاتها بجريدة تودايز زمان